# Рид Хоуп Кинг (Тексас)
Рид Хоуп Кинг (енгл. Reid Hope King) насељено је место без административног статуса у америчкој савезној држави Тексас.

## Демографија
По попису из 2010. године број становника је 786, што је 16 (-2,0%) становника мање него 2000. године.
| Група             | 2000.       | 2010.       |
| Белци             | 29 (3,6%)   | 15 (1,9%)   |
| Афроамериканци    | 14 (1,7%)   | 3 (0,4%)    |
| Азијати           | 0 (0,0%)    | 0 (0,0%)    |
| Хиспаноамериканци | 764 (95,3%) | 768 (97,7%) |
| Укупно            | 802         | 786         |